# Cervera atlantica
Cervera atlantica is een zachte koraalsoort uit de familie Cornulariidae. De koraalsoort komt uit het geslacht Cervera. Cervera atlantica werd in 1861 voor het eerst wetenschappelijk beschreven door Johnson. 